# Scotton (Harrogate)
Scotton is een civil parish in het bestuurlijke gebied Harrogate, in het Engelse graafschap North Yorkshire met 624 inwoners.